# Pierre van Klaveren
Pour les articles homonymes, voir van Klaveren.
Pierre van Klaveren est un homme politique monégasque. Il est membre du Conseil national depuis 2018.